# ويليام جاي كوك
ويليام جاي كوك (بالإنجليزية: William J. Cook)‏ هو أستاذ جامعي ورياضياتي أمريكي، ولد في 18 أكتوبر 1957 في نيوجيرسي في الولايات المتحدة.